# باگهیا
باگهیا (به لاتین: Baghia) یک روستا در بنگلادش است که در استان باریسال و در ناحیه باریسال واقع شده است.